# Dominik Sváček
Dominik Sváček (Klatovy, 24 febbraio 1997) è un calciatore ceco, portiere del Viktoria Plzeň.

## Carriera
Cresciuto nel settore giovanile del Viktoria Plzeň, esordisce in prima squadra il 27 maggio 2017, nella partita di 1. liga vinta per 2-0 contro il Vysočina Jihlava. Dopo non aver collezionato ulteriori presenze con i rossoblù, il 14 giugno 2021 viene ceduto a titolo temporaneo al Liptovský Mikuláš, club slovacco neopromosso in Superliga; l'8 giugno 2022 prolunga fino al 2024 con i cechi, venendo nuovamente ceduto in prestito al Liptovský Mikuláš.

## Statistiche

### Presenze e reti nei club
Statistiche aggiornate al 23 gennaio 2023.
| Stagione                 | Squadra                  | Campionato               | Campionato | Campionato | Coppe nazionali | Coppe nazionali | Coppe nazionali | Coppe europee | Coppe europee | Coppe europee | Altre coppe | Altre coppe | Altre coppe | Totale | Totale |
| Stagione                 | Squadra                  | Comp                     | Pres       | Reti       | Comp            | Pres            | Reti            | Comp          | Pres          | Reti          | Comp        | Pres        | Reti        | Pres   | Reti   |
| ------------------------ | ------------------------ | ------------------------ | ---------- | ---------- | --------------- | --------------- | --------------- | ------------- | ------------- | ------------- | ----------- | ----------- | ----------- | ------ | ------ |
| 2016-2017                | Viktoria Plzeň           | 1.L                      | 1          | 0          | CR              | 0               | 0               | UCL+UEL       | 0+0           | 0             | -           | -           | -           | 1      | 0      |
| 2017-2018                | Viktoria Plzeň           | 1.L                      | 0          | 0          | CR              | 0               | 0               | UCL+UEL       | 0+0           | 0             | -           | -           | -           | 0      | 0      |
| 2018-2019                | Viktoria Plzeň           | 1.L                      | 0          | 0          | CR              | 0               | 0               | UCL+UEL       | 0+0           | 0             | -           | -           | -           | 0      | 0      |
| 2019-2020                | Viktoria Plzeň           | 1.L                      | 0          | 0          | CR              | 0               | 0               | UCL+UEL       | 0+0           | 0             | -           | -           | -           | 0      | 0      |
| 2020-2021                | Viktoria Plzeň           | 1.L                      | 0          | 0          | CR              | 0               | 0               | UCL+UEL       | 0+0           | 0             | -           | -           | -           | 0      | 0      |
| Totale Viktoria Plzeň    | Totale Viktoria Plzeň    | Totale Viktoria Plzeň    | 1          | 0          |                 | 0               | 0               |               | 0             | 0             |             | -           | -           | 1      | 0      |
| 2021-2022                | Liptovský Mikuláš        | SL                       | 16+1       | -26 + -4   | CS              | 1               | -3              | -             | -             | -             | -           | -           | -           | 18     | -33    |
| 2022-2023                | Liptovský Mikuláš        | SL                       | 14         | -21        | CS              | 1               | 0               | -             | -             | -             | -           | -           | -           | 15     | -21    |
| Totale Liptovský Mikuláš | Totale Liptovský Mikuláš | Totale Liptovský Mikuláš | 30+1       | -47 + -4   |                 | 2               | -3              |               | -             | -             |             | -           | -           | 33     | -54    |
| Totale carriera          | Totale carriera          | Totale carriera          | 31+1       | -47 + -4   |                 | 2               | -3              |               | 0             | 0             |             | -           | -           | 34     | -54    |

## Palmarès

### Club

#### Competizioni nazionali
- Campionato ceco: 1

Viktoria Plzeň: 2017-2018